# Razija Mujanović
Razija Mujanović, född den 15 april 1967 i Čelić Bosnien och Hercegovina, är en jugoslavisk basketspelare som var med och tog OS-silver 1988 i Seoul. Detta var Jugoslaviens första medalj i de olympiska baskettävlingarna för damer.